# Медаль Даниэля Жиро Эллиота
Медаль Даниэля Жиро Эллиота — награда «за достойную работу в области зоологии или палеонтологии, опубликованную в течение трёх-пяти лет», присуждаемая Национальной академией наук США. Названа в честь Даниэля Жиро Эллиота.
Первое награждение состоялось в 1917 году. В июне 2017 года путем объединения двух наград: медали Дэниела Жиро Эллиота и медали Мэри Кларк Томпсон была учреждена новая премия: NAS Award in the Evolution of Earth and Life (медаль и денежная премия в 20 000 долларов).

## Лауреаты медали Даниэля Жиро Эллиота
| Год  | Лауреат                         | Формулировка обоснования |
| ---- | ------------------------------- | --- |
| 1917 | Фрэнк Чепмэн                    | — |
| 1918 | Уильям Биб                      | — |
| 1919 | Роберт Риджуэй                  | За свою классическую работу «Птицы Северной и Средней Америки».Оригинальный текст (англ.)For his classic work, Birds of North and Middle America. |
| 1920 | Отенио Абель                    | — |
| 1921 | Бэшфорд Дин                     | За его том по ихтиологии «Библиография рыб». Оригинальный текст (англ.)For his volume in ichthyology, Bibliography of Fishes. |
| 1922 | Уильям Мортон Уилер             | Оригинальный текст (англ.)For his work in entomology, Ants of the American Museum Congo Expedition |
| 1923 | Фердинанд Кану                  | За его работу «Мшанки Северной Америки позднего третичного и четвертичного периодов». Оригинальный текст (англ.)For his work, North American Later Tertiary and Quaternary Bryozoa. |
| 1924 | Анри Брёйль                     | — |
| 1925 | Эдмунд Бичер Уилсон             | За книгу «Клетка в развитии и наследственности».Оригинальный текст (англ.)For his volume, The Cell in Development and Heredity. |
| 1926 | Эрик Стеншё                     | За его работу «Даунтонские и девонские позвоночные Шпицбергена, Часть I». Оригинальный текст (англ.)For his work, The Downtonian and Devonian Vertebrates of Spitzbergen, Part I. |
| 1928 | Эрнест Сетон-Томпсон            | За его работу «Жизнь диких животных», том 4.Оригинальный текст (англ.)For his work, Lives of Game Animals, Vol. 4. |
| 1929 | Генри Фэрфилд Осборн            | — |
| 1930 | Джордж Эллет Когхилл            | Оригинальный текст (англ.)For his work entitled Correlated Anatomical and Physiological Studies of the Growth of the Nervous System of Amphibia. |
| 1931 | Дэвидсон Блэк                   | — |
| 1932 | Джеймс Чэпин                    | За его работу под названием «Птицы Бельгийского Конго, часть I», опубликованную в качестве бюллетеня Американского музея естественной истории в 1932 году.Оригинальный текст (англ.)For his work entitled, The Birds of the Belgian Congo, Part I, published as a bulletin of the American Museum of Natural History in 1932. |
| 1933 | Ричард Лалл                     | — |
| 1934 | Теофилус Пейнтер                | — |
| 1935 | Эдвин Колберт                   | — |
| 1936 | Роберт Мерфи                    | — |
| 1937 | Джордж Говард Паркер            | Оригинальный текст (англ.)For his work "Do Melanophore Nerves Show Antidromic Responses?" Journal of General Physiology, volume 20, July 1937. |
| 1938 | Малкольм Роберт Ирвин           | За его работу «Иммуногенетические исследования взаимоотношений видов в семействе голубиных». Оригинальный текст (англ.)For his work, Immunogenetic Studies of Species Relationships in Columbidae. |
| 1939 | Джон Хауард Нортроп             | За его работу «Кристаллические ферменты: химия пепсина, трипсина и бактериофага». Оригинальный текст (англ.)For his work, Crystalline Enzymes: The Chemistry of Pepsin, Trypsin, and Bacteriophage. |
| 1940 | Уильям Берриман Скотт           | За работу «Фауна млекопитающих Белой реки в эпоху олигоцена. Часть IV. Парнокопытные». Оригинальный текст (англ.)For his work, The Mammalian Fauna of the White River Oligocene. Part IV. Artiodactyia. |
| 1941 | Феодосий Добржанский            | За его работу «Генетика и происхождение видов», второе издание которой опубликовано в 1941 году.Оригинальный текст (англ.)For his work, Genetics and the Origin of Species, second edition published in 1941. |
| 1942 | Дарси Томпсон                   | За работу «О росте и форме», исправленную и дополненную, 1942 г.Оригинальный текст (англ.)For his work, On Growth and Form, revised and enlarged, 1942. |
| 1943 | Карл Спенсер Лешли              | За его работу «Исследования функций мозга в обучении» в «Журнале сравнительной неврологии», 1943, том 79. Оригинальный текст (англ.)For his work, "Studies of Cerebral Function in Learning," Journal of Comparative Neurology, 1943, volume 79. |
| 1944 | Джордж Гейлорд Симпсон          | Оригинальный текст (англ.)For his work, Tempo and Mode in Evolution, Columbia University Press, 1944. |
| 1945 | Сьюалл Райт                     | За его фундаментальную работу, посвящённую генетике эволюционных процессов, — программу, основанную на работе в течение длительного периода, включая его статью «Дифференциальное уравнение распределения частот генов».Оригинальный текст (англ.)For his fundamental work dealing with the genetics of evolutionary processes—a program based on work over a long period, including his paper "The Differential Equation of the Distribution of Gene Frequencies." |
| 1946 | Роберт Брум                     | За свой том «Ископаемые человекообразные в Южной Африке. Австралопитеки», опубликованный 31 января 1946 года Трансваальским музеем в Претории. Оригинальный текст (англ.)For his volume, The South Africa Fossil Ape-Men, The Australopithecinae, which was published on January 31, 1946, by the Transvaal Museum in Pretoria. |
| 1947 | Джон Томас Паттерсон            | — |
| 1948 | Генри Бигелоу                   | За его вклад в морскую зоологию, особенно за его роль старшего автора в книге «Рыбы западной части Северной Атлантики».Оригинальный текст (англ.)For his contributions to marine zoology, particularly for his part as senior author in the volume Fishes of the Western North Atlantic. |
| 1949 | Артур Кливленд Бент             | За 17-й том из его серии «Истории жизни североамериканских птиц», опубликованной Национальным музеем США.Оригинальный текст (англ.)For the 17th volume in his series on the Life Histories of the North American Birds, published by the United States National Museum. |
| 1950 | Рэймонд Осберн                  | В знак признания его исследований мшанок, особенно за том о мшанках Тихоокеанского побережья Америки, часть 1, опубликованного Университетом Южной Калифорнии.Оригинальный текст (англ.)In recognition of his studies of Bryozoa, particularly for the volume on Bryozoa of the Pacific Coast of America, part 1, published by the University of Southern California. |
| 1951 | Либби Хаймен                    | — |
| 1952 | Арчи Карр                       | — |
| 1953 | Свен Экман                      | — |
| 1955 | Герберт Фридман                 | За его книгу «Медоуказчики». Исследования доктора Фридмана этой малоизвестной африканской птицы прояснили несколько загадочных проблем, связанных с ней.Оригинальный текст (англ.)For his book, The Honey Guides. Dr. Friedman's studies of this little-known African bird clarified several puzzling problems concerning it. |
| 1956 | Альфред Шервуд Ромер            | — |
| 1957 | Филип Джексон Дарлингтон        | За его работу «Зоогеография: распространение животных», которая была признана самой достойной работой, опубликованной в течение года. Оригинальный текст (англ.)For his work on Zoogeography: The Geographical Distribution of Animals was the most meritorious work in zoology published during the year. |
| 1958 | Дональд Гриффин                 | — |
| 1965 | Джордж Гейлорд Симпсон          | За его трактат «Принципы систематики животных» Оригинальный текст (англ.)For his treatise, "Principles of Animal Taxonomy." |
| 1967 | Эрнст Майр                      | За трактат «Виды животных и эволюция».Оригинальный текст (англ.)For his treatise, "Animal Species and Evolution". |
| 1971 | Ричард Александер               | За выдающуюся фундаментальную работу по систематике, эволюции и поведению сверчков.Оригинальный текст (англ.)For his outstanding fundamental work on the systematic, evolution, and behavior of crickets. |
| 1976 | Говард Эванс                    | За более, чем 25-летнюю работу по биологии и эволюции поведения ос.Оригинальный текст (англ.)For his work over a 25-year span on the biology and evolution of behavior in wasps. |
| 1979 | Артур Купер Ричард Грант        | За шеститомный трактат по систематике, палеоэкологии и эволюционному значению пермских брахиопод Западного Техаса.Оригинальный текст (англ.)For the six-volume treatise on the taxonomy, paleoecology, and evolutionary significance of the West Texas permian brachiopods. |
| 1984 | Джордж Хатчинсон                | За свою работу лимнологом, биохимиком, экологом, эволюционистом, историком искусства, входящим в число наших зоологических гигантов.Оригинальный текст (англ.)For his work as a limnologist, biochemist, ecologist, evolutionist, art historian, ranking among our zoological giants. |
| 1988 | Джон Эдвард Алквист Чарлз Сибли | За применение методов гибридизации ДНК к классификации птиц, которая произвела революцию в систематике, показав, наконец, как отличить эволюционные отношения от конвергентных сходств.Оригинальный текст (англ.)For their application of DNA hybridization techniques to bird classification which revolutionized taxonomy by showing at last how to distinguish evolutionary relationships from convergent similarities. |
| 1992 | Джордж Кристофер Уильямс        | За его плодотворный вклад в современную эволюционную мысль, включая важность естественного отбора и адаптации, а также понимание полового размножения, социального поведения, старения и болезней.Оригинальный текст (англ.)For his seminal contributions to current evolutionary thought, including the importance of natural selection and adaptation, and the understanding of sexual reproduction, social behavior, senescence, and disease. |
| 1996 | Джон Терборг                    | За исследования по экологии, социобиологии, биоразнообразию и фенологии растений тропиков, а также за его книгу 1992 года «Разнообразие и дождевой тропический лес».Оригинальный текст (англ.)For his research on the ecology, sociobiology, biodiversity, and plant phenology of the tropics, and for his 1992 book, Diversity and the Tropical Rain Forest. |
| 2000 | Герат Вермей                    | Оригинальный текст (англ.)For his extracting major generalizations about biological evolution from the fossil record of a raccom, by feeling details of shell anatomy that other scientists only see. |
| 2004 | Рудольф Рафф                    | За творческие достижения в исследованиях, преподавании и писательстве (особенно за «Форму жизни»), которые привели к созданию новой области — эволюционной биологии развития. Оригинальный текст (англ.)For creative accomplishments in research, teaching, and writing (especially The Shape of Life) that led to the establishment of a new field, evolutionary developmental biology. |
| 2008 | Дженни Клек                     | За исследования первых наземных позвоночных и их перехода из воды на сушу, что освещено в её книге «Завоевание земли: происхождение и эволюция четвероногих» ISBN 978-0253356758Оригинальный текст (англ.)For studies of the first terrestrial vertebrates and the water-to-land transition, as illuminated in her book Gaining Ground: The Origin and Evolution of Tetrapods ISBN 978-0253356758 |
| 2012 | Джонатан Лосос                  | За его новаторские и глубокие исследования адаптивной радиации у позвоночных. В частности за его всестороннее исследование ящериц анолисов в тропической Америке, изложенное в его недавней книге «Ящерицы на эволюционном древе: экология и адаптивное излучение анолисов». ISBN 978-0520269842.Оригинальный текст (англ.)For his novel and penetrating studies of adaptive radiation in vertebrates, notably his comprehensive study of Anolis lizards in tropical America, as summarized in his recent book, Lizards in an Evolutionary Tree: Ecology and Adaptive Radiation of Anoles ISBN 978-0520269842. |
| 2018 | Гюнтер Вагнер                   | За его фундаментальный вклад в интеграцию биологии развития и эволюционной биологии, в том числе за его богатую и проницательную книгу «Гомология, гены и эволюционные инновации», которая будет направлять исследования в области эволюционной биологии развития на десятилетия вперёд.Оригинальный текст (англ.)For his fundamental contributions to the integration of developmental and evolutionary biology, including his rich and penetrating book Homology, Genes and Evolutionary Innovation, which will orient research in evolutionary developmental biology for decades to come.                   |